# Rakacaszend
Rakacaszend ist eine ungarische Gemeinde im Kreis Edelény im Komitat Borsod-Abaúj-Zemplén.

## Geografische Lage
Rakacaszend liegt in Nordungarn, 40 Kilometer nördlich des Komitatssitzes Miskolc und 20 Kilometer nordöstlich 
der Kreisstadt Edelény an dem Fluss Rakaca-patak. Nachbargemeinden sind Meszes, 4 Kilometer südwestlich und Rakaca 4 Kilometer östlich gelegen. Die nächste Stadt Szendrő befindet sich 10 Kilometer südwestlich.

## Sehenswürdigkeiten
- Griechisch-katholische Kirche Istenszülő Oltalma, erbaut 1922
- Reformierte Kirche mit einer bemalten hölzernen Kassettendecke

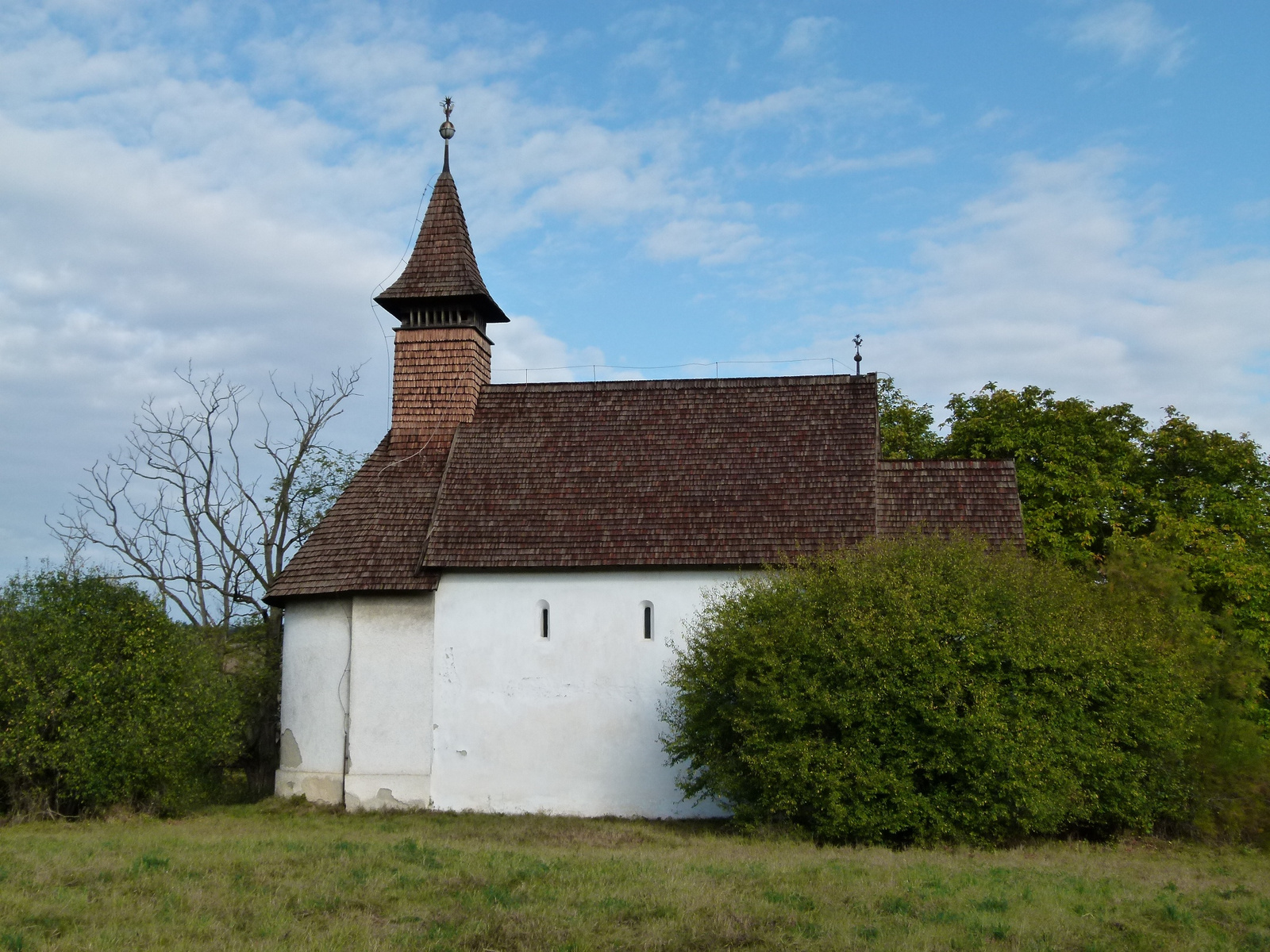
Reformierte Kirche in Rakacaszend
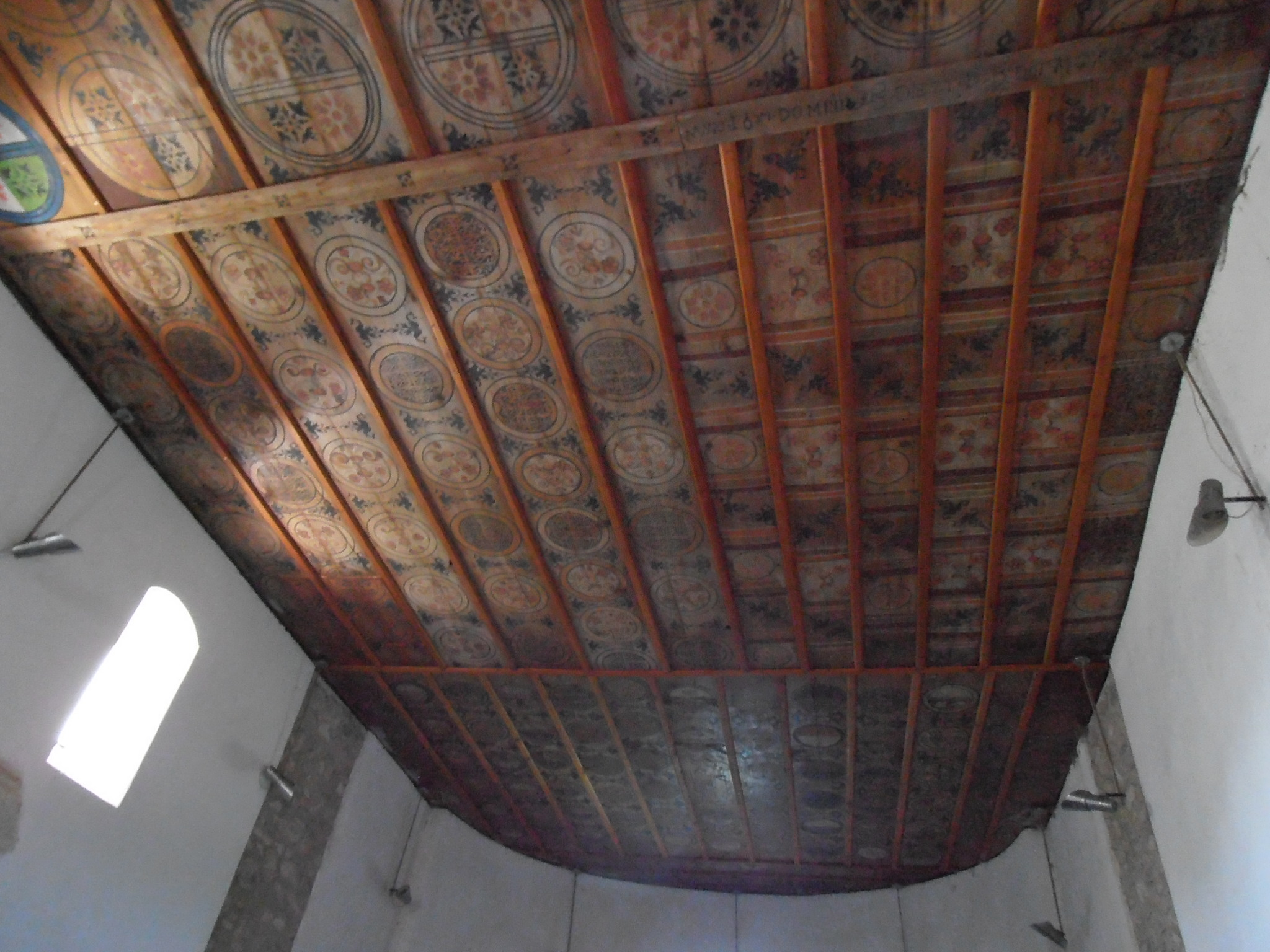
Hölzerne Kassettendecke in der reformierten Kirche
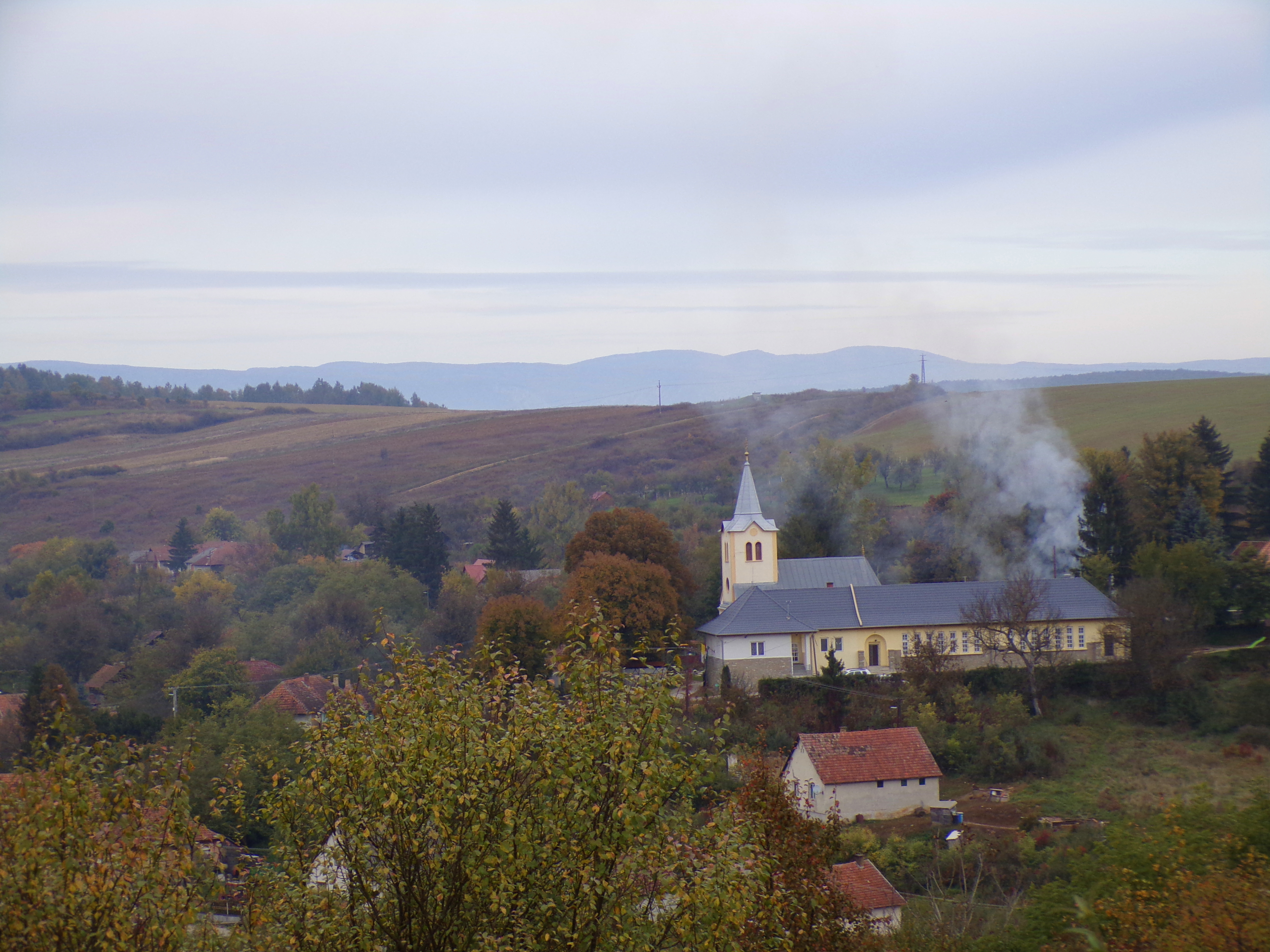
Blick auf die griechisch-katholische Kirche Istenszülő Oltalma